# Kurt Eggers
Kurt Eggers (ur. 10 listopada 1905 w Berlinie, zm. 12 sierpnia 1943 pod Biełgorodem) – niemiecki pisarz, poeta, autor piosenek i sztuk teatralnych, blisko związany z partią nazistowską. Służył na froncie w czasie II wojny światowej jako korespondent wojenny i żołnierz SS-Untersturmführer. Zginął na froncie wschodnim w 1943.

## Młodość
Urodził się w 1905 jako syn urzędnika bankowego. W 1917 wstąpił do Korpusu Kadetów. W 1919 był świadkiem upadku powstania komunistów niemieckich. W 1921 dołączył do Freikorpsu i brał udział w tłumieniu III powstania śląskiego. Uczestniczył w walkach o górę św. Anny.

## Związki z chrześcijaństwem
Po zakończeniu służby wojskowej w pułku artylerii w 1924, powrócił do nauki. Studiował Sanskryt, archeologię, filozofię i teologię w Rostocku, Berlinie i Getyndze. Szczególnie interesował go okres reformacji i osoba Ulricha von Hutten. W czasie studiów był członkiem studenckiej grupy Vandalia Rostock. Po zakończeniu studiów teologicznych w 1931 został pastorem i rozpoczął pracę w Neustrelitz, a następnie w Berlinie. Szybko jednak popadł w konflikt z przełożonymi po opublikowaniu "Pieśni Zbuntowanych Wieśniaków", wzywającej do zerwania z dotychczasowymi porządkami społecznymi. Ostatecznie zerwał z chrześcijaństwem.

## III Rzesza i II wojna światowa
Po dojściu do władzy Adolfa Hitlera Eggers szybko awansował w obrębie struktur nowego państwa, korzystając z przynależności do NSDAP. W tym okresie bardzo dużo pisał, tworząc opowiadania, wiersze, pieśni, piosenki i scenariusze słuchowisk radiowych. Jego twórczość była szeroko wykorzystywana przez propagandę III Rzeszy. Większość jego dzieł wydało należące do SS wydawnictwo Nordland-Verlag. Związany z czasopismami „Reichssender Leipzig” i „Feiergestaltung”.
Po ataku Niemiec na Polskę w 1939 wstąpił do wojska i został żołnierzem w jednostce pancernej, jednak szybko przesunięto go na stanowisko redaktora należącego do SS magazynu „Das schwarze Korps”. Pełnił także obowiązki korespondenta wojennego.
W 1942 złożył do kancelarii Rzeszy podanie z prośbą o przeniesienie go na front. Ostatecznie spełniono jego życzenie i został żołnierzem 5 Dywizji Pancernej SS Wiking, składającej się w dużym stopniu z zagranicznych ochotników. Brał udział w walkach na Kaukazie w latach 1942-1943.

## Śmierć
W lipcu 1943 powrócił do zreorganizowanej dywizji, z którą wziął udział w bitwie na łuku kurskim. 12 sierpnia zginął w okolicy Biełgorodu, podczas podjętego przez Niemców kontrataku na nacierających Sowietów.
Jego śmierć upamiętniono uroczystością w gmachu opery Krolla w Berlinie, która odbyła się 26 września 1943. W jej trakcie fragmenty dzieł Eggersa czytał jego przyjaciel Heinrich George. Imię Kurta Eggersa otrzymała także jednostka korespondentów wojennych SS podczas uroczystej ceremonii w listopadzie 1943. Po zakończeniu II wojny światowej jego twórczość była zakazana na terenie objętym sowiecką okupacją, który następnie przekształcony został w Niemiecką Republikę Demokratyczną.

## Rodzina
Był dwukrotnie żonaty, z drugą żoną miał trójkę synów. Sven Eggers, skrajnie prawicowy publicysta niemiecki związany z Niemiecką Unią Ludową, jest jego wnukiem. 

## Wybrane dzieła
- Hutten, Roman eines Deutschen
- Annaberg
- Job der Deutsche
- Herz im Osten, der Roman Litaipes des Dichters
- Vom mutigen Leben und tapferen Sterben
- Die Geburt des Jahrtausends
- Von der Freiheit des Krieges
- 1000 Jahre Kakeldütt
- Der Tanz aus der Reihe
- Vater aller Dinge
- Der Scheiterhaufen
- Die Feindschaft
- Der deutsche Dämon
- Von der Heimat und ihren Frauen
- Rom gegen Reich
- Der Berg der Rebellen
- Von der Feindschaft, deutsche Gedanken[5]